# William Clark (Bogenschütze)
William A. Clark (* im März 1842 in Ohio; † 20. Oktober 1913 in Knoxville, Knox County, Tennessee) war ein US-amerikanischer Bogenschütze.
Clark gewann bei den Olympischen Spielen 1904 in St. Louis mit der Mannschaft, den Cincinnati Archers, im inneramerikanischen Duell mit den Potomac Archers in der Team American Round die Silbermedaille. Den Einzelwettbewerb Double American Round beendete er als Sechster.
Clarkwar in den Jahren 1886, 1887 and 1897 US-amerikanischer Meister im Bogenschießen.